# Xemeneia de la Fàbrica Codina
La Xemeneia de la Fàbrica Codina és una obra de Tona (Osona) inclosa a l'Inventari del Patrimoni Arquitectònic de Catalunya.

## Descripció
Xemeneia de maó, més ampla a la base que a la part superior, acabada amb motllures de bossellet. Amb l'arquitectura del ferro es fomentà el funcionalisme, estil al què s'adaptaren les noves naus industrials, mercats i fàbriques al utilitzat materials de construcció econòmics, resistents i de ràpida construcció, amb unes tècniques que afavorien la rigidesa i fermesa de la construcció, assegurant-ne la seva utilitat.

## Història
La xemeneia de l'antiga fàbrica Codina presideix el solar que ocupava la fàbrica, destruïda fa poc. El solar, encara per edificar de nou, fou adquirit per l'Ajuntament de Tona, que sembla el destinarà a un teatre o centre cultural. La fàbrica Codina, de cadires, de la que només queda la xemeneia, era una de les empreses més notables de Tona juntament amb la fàbrica tèxtil Estebanell. S'inicià el 1876, pel que s'anomenà "la més antiga d'Espanya" i anà augmentant la seva plantilla de treballadors durant els primers vint anys del segle xx. Correspon al període d'industrialització de Tona, època de plenitud, fins que al final de la dictadura de Primo de Rivera, el 1929, començà la crisi.